# Morawki
Morawki – wieś w Polsce położona w województwie łódzkim, w powiecie sieradzkim, w gminie Błaszki. Wieś podzielona jest na dwie części: Paulinowo i Walentynowo. 
W latach 1975–1998 miejscowość położona była w województwie sieradzkim.